# 土佐清水市

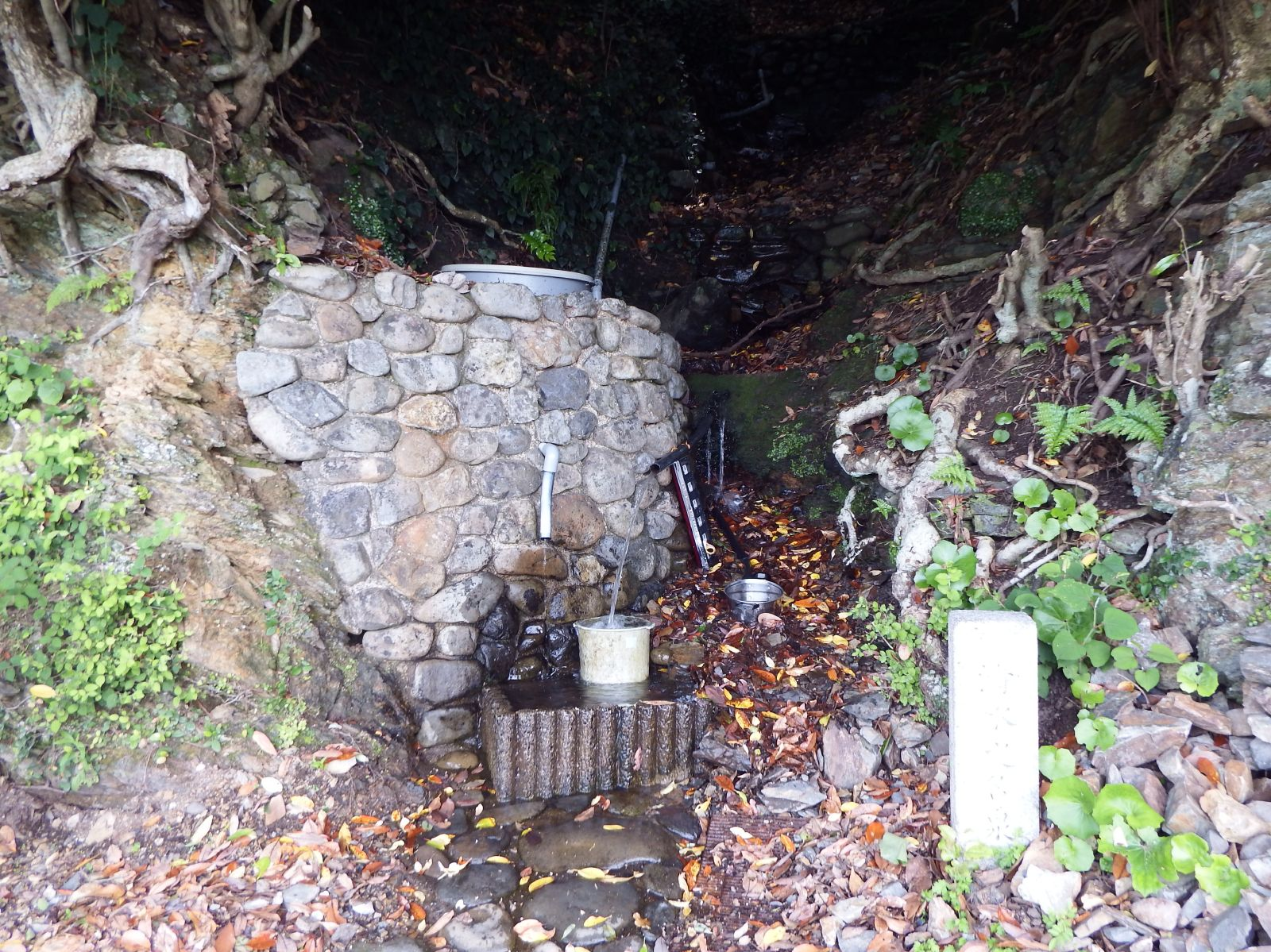
清水の名水

土佐清水市（とさしみずし）は、高知県南西部に位置する市。海岸線の大部分は足摺宇和海国立公園に属する。太平洋に突きだした足摺岬や水産業で知られる。

## 概要
四国本島の西部南端に位置している。市域には高速道路や鉄道が通っていないほか、地理的に大消費地から遠く、当市は日本の市の中で東京からの移動時間を最も要する場所のひとつであるとされる。
高知県内11市中室戸市に次いで人口が2番目に少ない。主要産業である水産業の衰退とともに過疎化、高齢化が深刻化している。65歳以上が人口比の50%以上を占める限界自治体の一つ。
四国島内で唯一、航空自衛隊の基地である土佐清水分屯基地が設けられている。
足摺半島の西海岸回り（県道27号）と 旧スカイライン（県道348号)の分岐から約1kmくらい足摺岬方面に西海岸回りの道路を行くと土佐の三名水のひとつである「清水の名水」が山側の道路脇に湧き流れ落ちている。土佐清水の地名はここから取ったと云われている。

## 地理

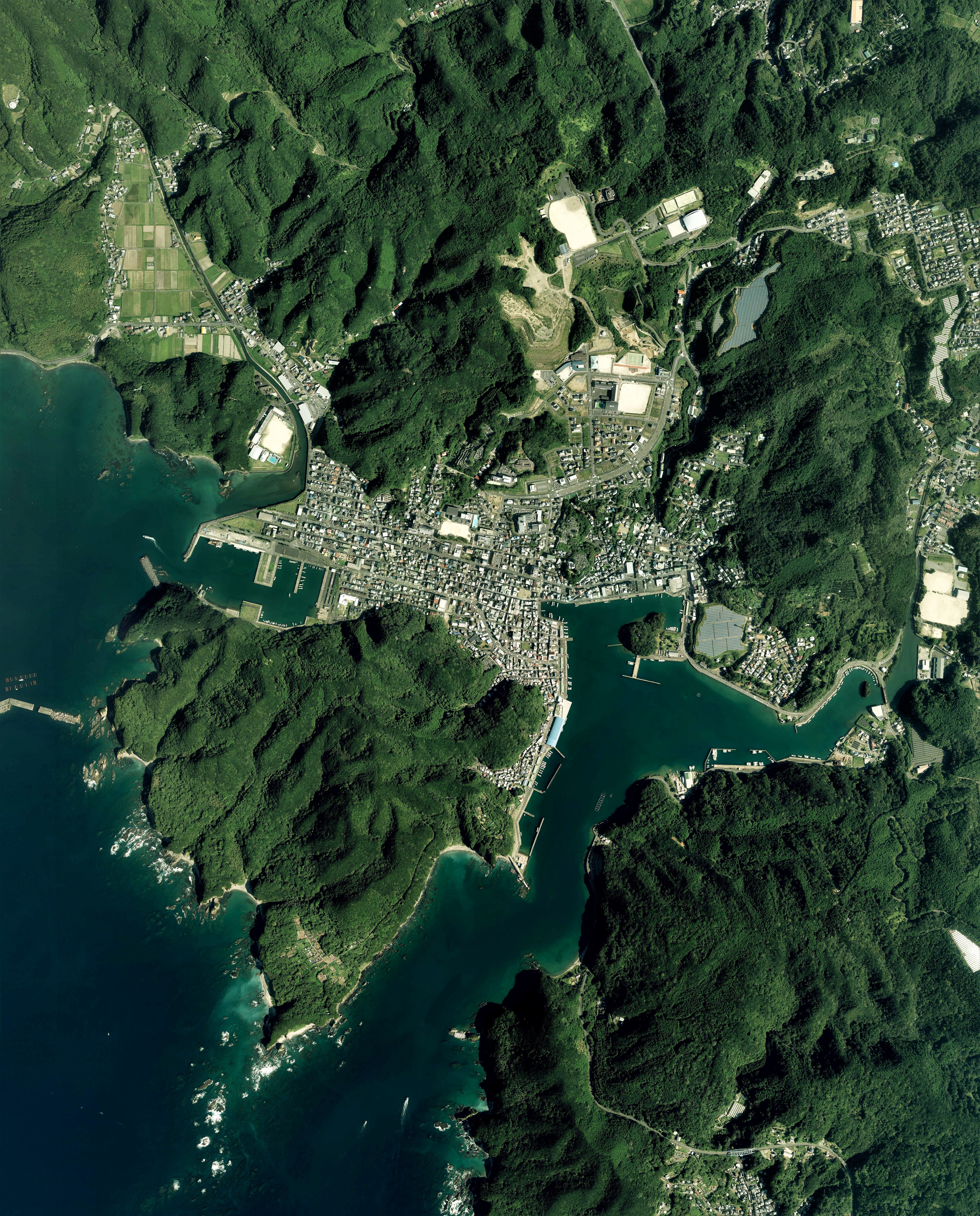
土佐清水市中心部周辺の空中写真。
2019年9月17日撮影の4枚を合成作成。。

### 山地
主な山
- 今ノ山 (868m)
- 白皇山 (433m)

### 河川
主な河川
- 下ノ加江川
- 加久見川
- 益野川

### 海岸
今後発生が予見されている南海トラフ巨大地震の際には、市内の海岸に最大17mの津波が到達することが予想されている。これは高知県下の市町で2番目の値（四万十市と同値）である。これを受けて、国道321号沿いに津波避難施設が建設された。
岬
- 足摺岬
- 観音崎（下ノ加江）
- 久万地崎

### 隣接している自治体
高知県
- 宿毛市
- 四万十市
- 幡多郡大月町
- 幡多郡三原村

### 気候
| 清水特別地域気象観測所（土佐清水市足摺岬、標高31m）の気候 | 清水特別地域気象観測所（土佐清水市足摺岬、標高31m）の気候 | 清水特別地域気象観測所（土佐清水市足摺岬、標高31m）の気候 | 清水特別地域気象観測所（土佐清水市足摺岬、標高31m）の気候 | 清水特別地域気象観測所（土佐清水市足摺岬、標高31m）の気候 | 清水特別地域気象観測所（土佐清水市足摺岬、標高31m）の気候 | 清水特別地域気象観測所（土佐清水市足摺岬、標高31m）の気候 | 清水特別地域気象観測所（土佐清水市足摺岬、標高31m）の気候 | 清水特別地域気象観測所（土佐清水市足摺岬、標高31m）の気候 | 清水特別地域気象観測所（土佐清水市足摺岬、標高31m）の気候 | 清水特別地域気象観測所（土佐清水市足摺岬、標高31m）の気候 | 清水特別地域気象観測所（土佐清水市足摺岬、標高31m）の気候 | 清水特別地域気象観測所（土佐清水市足摺岬、標高31m）の気候 | 清水特別地域気象観測所（土佐清水市足摺岬、標高31m）の気候 |
| 月                                                        | 1月                                                       | 2月                                                       | 3月                                                       | 4月                                                       | 5月                                                       | 6月                                                       | 7月                                                       | 8月                                                       | 9月                                                       | 10月                                                      | 11月                                                      | 12月                                                      | 年                                                        |
| --------------------------------------------------------- | --------------------------------------------------------- | --------------------------------------------------------- | --------------------------------------------------------- | --------------------------------------------------------- | --------------------------------------------------------- | --------------------------------------------------------- | --------------------------------------------------------- | --------------------------------------------------------- | --------------------------------------------------------- | --------------------------------------------------------- | --------------------------------------------------------- | --------------------------------------------------------- | --------------------------------------------------------- |
| 最高気温記録 °C （°F）                                    | 22.5 (72.5)                                               | 22.5 (72.5)                                               | 25.2 (77.4)                                               | 26.9 (80.4)                                               | 31.3 (88.3)                                               | 31.7 (89.1)                                               | 35.5 (95.9)                                               | 37.2 (99)                                                 | 33.8 (92.8)                                               | 31.3 (88.3)                                               | 27.7 (81.9)                                               | 23.9 (75)                                                 | 37.2 (99)                                                 |
| 平均最高気温 °C （°F）                                    | 12.4 (54.3)                                               | 13.4 (56.1)                                               | 16.2 (61.2)                                               | 20.1 (68.2)                                               | 23.4 (74.1)                                               | 25.4 (77.7)                                               | 28.9 (84)                                                 | 30.4 (86.7)                                               | 28.3 (82.9)                                               | 24.3 (75.7)                                               | 19.7 (67.5)                                               | 14.7 (58.5)                                               | 21.4 (70.5)                                               |
| 日平均気温 °C （°F）                                      | 8.9 (48)                                                  | 9.8 (49.6)                                                | 12.8 (55)                                                 | 16.9 (62.4)                                               | 20.4 (68.7)                                               | 23.0 (73.4)                                               | 26.5 (79.7)                                               | 27.7 (81.9)                                               | 25.5 (77.9)                                               | 21.4 (70.5)                                               | 16.5 (61.7)                                               | 11.3 (52.3)                                               | 18.4 (65.1)                                               |
| 平均最低気温 °C （°F）                                    | 5.5 (41.9)                                                | 6.2 (43.2)                                                | 9.1 (48.4)                                                | 13.5 (56.3)                                               | 17.6 (63.7)                                               | 20.9 (69.6)                                               | 24.6 (76.3)                                               | 25.6 (78.1)                                               | 23.2 (73.8)                                               | 18.6 (65.5)                                               | 13.4 (56.1)                                               | 7.9 (46.2)                                                | 15.5 (59.9)                                               |
| 最低気温記録 °C （°F）                                    | −4.3 (24.3)                                               | −5.0 (23)                                                 | −3.4 (25.9)                                               | 3.2 (37.8)                                                | 9.2 (48.6)                                                | 14.6 (58.3)                                               | 17.3 (63.1)                                               | 20.1 (68.2)                                               | 14.0 (57.2)                                               | 7.3 (45.1)                                                | 2.4 (36.3)                                                | −2.0 (28.4)                                               | −5.0 (23)                                                 |
| 降水量 mm （inch）                                        | 98.6 (3.882)                                              | 116.4 (4.583)                                             | 183.9 (7.24)                                              | 221.8 (8.732)                                             | 232.6 (9.157)                                             | 400.2 (15.756)                                            | 222.8 (8.772)                                             | 231.5 (9.114)                                             | 362.4 (14.268)                                            | 254.2 (10.008)                                            | 146.9 (5.783)                                             | 97.0 (3.819)                                              | 2,563.9 (100.941)                                         |
| 平均降水日数 （≥0.5 mm）                                  | 6.9                                                       | 8.1                                                       | 12.1                                                      | 10.9                                                      | 11.1                                                      | 15.1                                                      | 11.6                                                      | 11.9                                                      | 13.3                                                      | 10.4                                                      | 9.0                                                       | 7.4                                                       | 127.9                                                     |
| % 湿度                                                    | 58                                                        | 59                                                        | 62                                                        | 66                                                        | 73                                                        | 83                                                        | 84                                                        | 82                                                        | 77                                                        | 69                                                        | 65                                                        | 60                                                        | 70                                                        |
| 平均月間日照時間                                          | 180.5                                                     | 173.3                                                     | 190.1                                                     | 196.0                                                     | 190.5                                                     | 131.0                                                     | 196.6                                                     | 233.8                                                     | 175.8                                                     | 179.7                                                     | 167.0                                                     | 174.1                                                     | 2,190.5                                                   |
| 出典：気象庁 (平均値：1991年-2020年、極値：1940年-現在)   |                                                           |                                                           |                                                           |                                                           |                                                           |                                                           |                                                           |                                                           |                                                           |                                                           |                                                           |                                                           |                                                           |

## 歴史

### 沿革
- 1889年（明治22年）4月1日 - 町村制施行により、幡多郡に以下の5村が成立。
  - 清松村 ← 清水村、養老村、加久見村、浦尻村、横道村、松尾村、伊佐村、大浜村、中ノ浜村、越村
  - 上灘村 ← 窪津村、大岐村、以布利村、津呂村、大谷村
  - 伊豆田村 ← 下ノ加江村、布村、久百々村、立石村、鍵掛村
  - 三崎村 ← 三崎村、奥益野村、下益野村、斧積村、爪白村
  - 下川口町 ← 下川口町、片粕村、宗呂村、有永村、貝ノ川村、大津村
- 1924年（大正13年）
  - 7月1日 - 清松村が清水村に改称。
  - 9月15日 - 清水村が町制施行、清水町となる。
- 1941年（昭和16年）4月1日 - 清水町が上灘村を編入。
- 1947年（昭和22年）11月3日 - 三崎村が町制施行、三崎町となる。
- 1950年（昭和25年）11月3日 - 伊豆田村が町制施行、改称し下ノ加江町となる。
- 1954年（昭和29年）8月1日 - 清水町、下ノ加江町、三崎町、下川口町の4町が合併し市制施行、土佐清水市となる[注釈 3]。
- 2003年（平成15年）2月8日 - 戸籍事務の電子化。

### 主な出来事
- 1955年（昭和30年） - 足摺岬・竜串周辺が足摺岬国定公園に指定される。
- 1962年（昭和37年）8月 - 中の浜で集団赤痢が発生し、住民435人が罹患。原因は簡易水道の汚染[6]。
- 1972年（昭和47年） - 足摺岬国定公園が足摺宇和海国立公園に指定変更される。
- 1978年（昭和60年）5月22日 - 昭和天皇が第29回全国植樹祭に合わせて県内を行幸。市役所、足摺岬などを訪問[7]。

## 行政
- 市長：程岡庸 - 2023年10月22日就任 1期目
1996年10月の選挙は土佐清水市選挙管理委員会の過失により1997年4月に無効となり、翌年6月にやり直しとなった。

## 施設

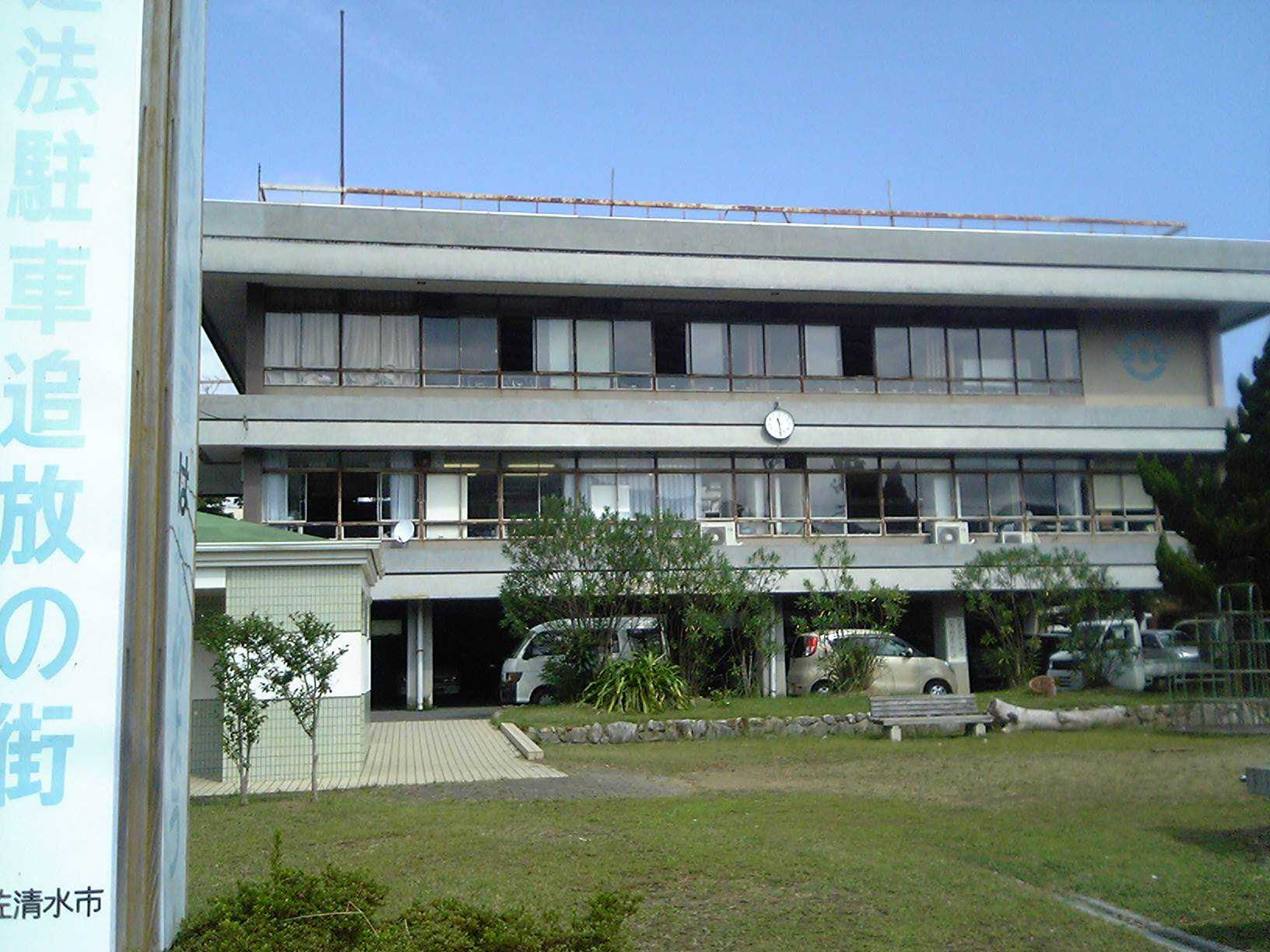
土佐清水市中央公民館

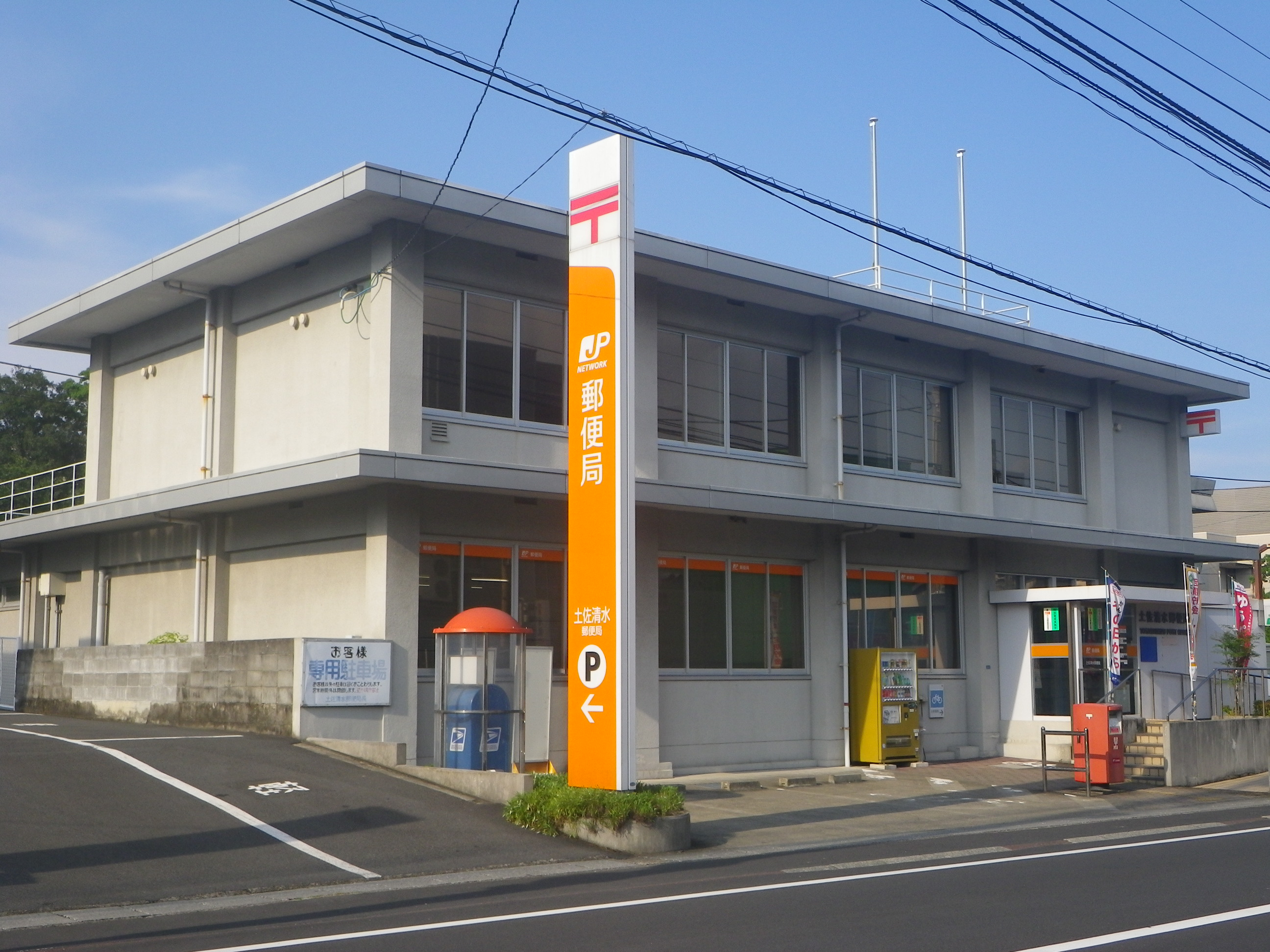
土佐清水郵便局

### 警察
- 中村警察署清水警察庁舎

駐在所
- 下ノ加江駐在所（土佐清水市下ノ加江3417）
- 以布利駐在所（土佐清水市以布利149-9）
- 足摺岬駐在所（土佐清水市足摺岬478-1）
- 三崎駐在所（土佐清水市三崎浦一丁目7-33）
- 下川口駐在所（土佐清水市下川口984-1）

### 消防
- 土佐清水市消防本部・土佐清水市消防署

## 医療
主な病院
- 足摺病院
- 医療法人修命会 土佐清水病院
- 渭南病院

### 公民館
主な公民館
- 土佐清水市中央公民館

### 郵便局
主な郵便局
- 足摺岬郵便局
- 以布利郵便局
- 土佐清水郵便局

### スポーツ
主な運動施設
- 土佐清水市立市民体育館

## 姉妹都市･提携都市
姉妹都市提携している3市とも、当市出身のジョン万次郎ゆかりの都市である。

### 海外
- ニューベッドフォード市（アメリカ合衆国 マサチューセッツ州）
1987年（昭和62年） 姉妹都市提携。
- フェアヘーブン市（アメリカ合衆国 マサチューセッツ州）
1987年（昭和62年） 姉妹都市提携。

### 国内
- 豊見城市（沖縄県）
1993年（平成5年）2月3日 姉妹都市提携。

## 経済

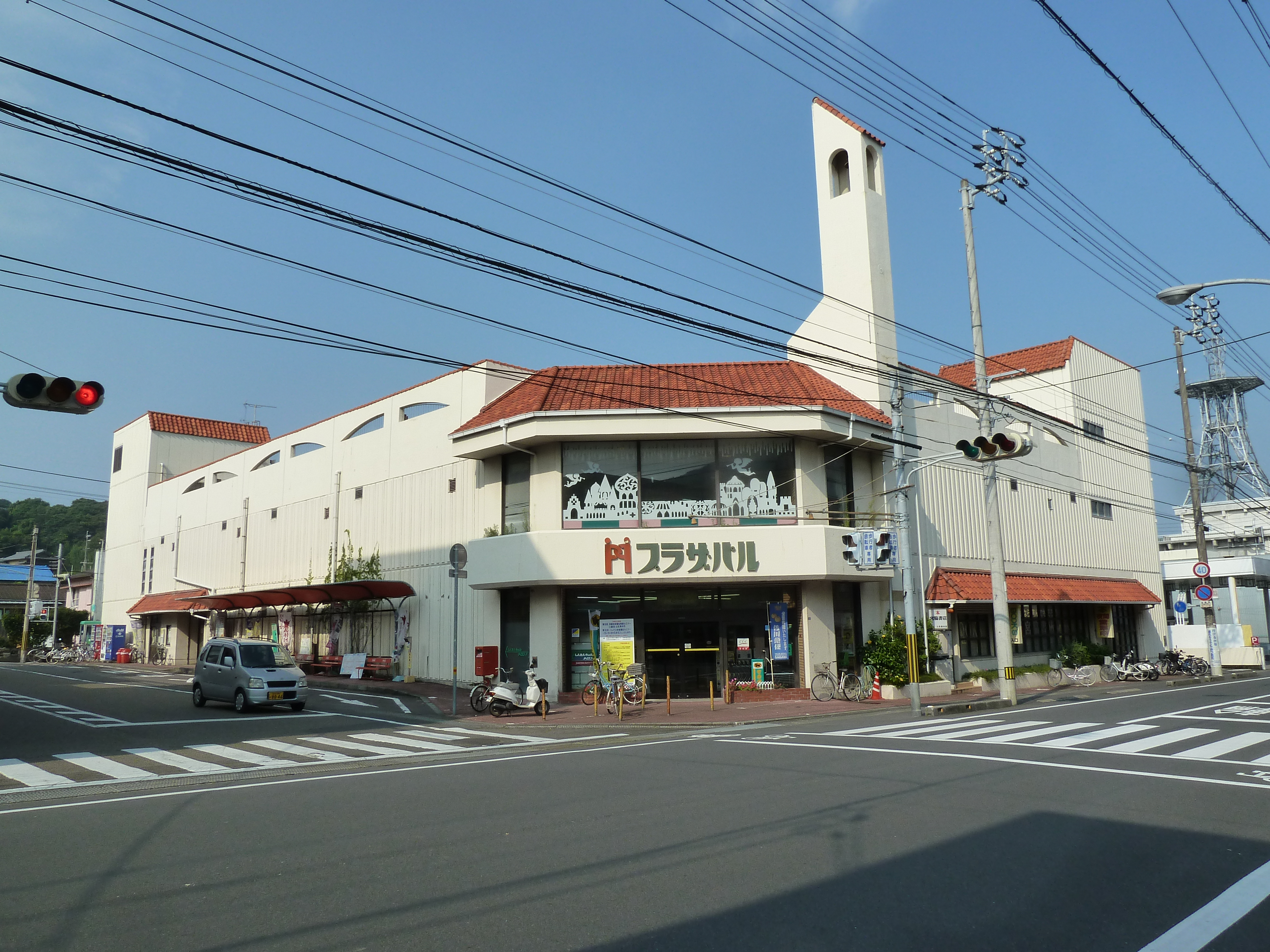
土佐清水市中心部のプラザパル

### 第一次産業
主な産業は、水産業（遠洋漁業）である。清水サバなど

### 第二次産業
主な工場
- かつおぶし工場
- 西岡造船所

### 第三次産業
主な商業施設
- コーナン土佐清水店
- コメリ土佐清水店
- ハマート
- プラザパル
- サニーマート
- コスモス

### 金融機関
- 四国銀行清水支店
- 高知銀行清水支店
- 高知信用金庫清水支店
- 幡多信用金庫清水支店、三崎支店、下ノ加江支店
- 高知県農業協同組合（JA高知県）三崎支所

## メディア

### 中継局
- 中村テレビ中継局

## 地域

### 人口
| |                                            |  |
| 土佐清水市と全国の年齢別人口分布（2005年） | 土佐清水市の年齢・男女別人口分布（2005年） |  |
| ■紫色 ― 土佐清水市 ■緑色 ― 日本全国 | ■青色 ― 男性 ■赤色 ― 女性                  |  |
| 土佐清水市（に相当する地域）の人口の推移 \| 1970年（昭和45年） \| 24,122人 \| \| \| 1975年（昭和50年） \| 24,856人 \| \| \| 1980年（昭和55年） \| 24,252人 \| \| \| 1985年（昭和60年） \| 23,014人 \| \| \| 1990年（平成2年） \| 21,182人 \| \| \| 1995年（平成7年） \| 19,582人 \| \| \| 2000年（平成12年） \| 18,512人 \| \| \| 2005年（平成17年） \| 17,281人 \| \| \| 2010年（平成22年） \| 16,029人 \| \| \| 2015年（平成27年） \| 13,778人 \| \| \| 2020年（令和2年） \| 12,388人 \| \| |                                            |  |
| 総務省統計局 国勢調査より |                                            |  |
| 1970年（昭和45年） | 24,122人                                   |  |
| 1975年（昭和50年） | 24,856人                                   |  |
| 1980年（昭和55年） | 24,252人                                   |  |
| 1985年（昭和60年） | 23,014人                                   |  |
| 1990年（平成2年） | 21,182人                                   |  |
| 1995年（平成7年） | 19,582人                                   |  |
| 2000年（平成12年） | 18,512人                                   |  |
| 2005年（平成17年） | 17,281人                                   |  |
| 2010年（平成22年） | 16,029人                                   |  |
| 2015年（平成27年） | 13,778人                                   |  |
| 2020年（令和2年） | 12,388人                                   |  |

### 健康
- 平均年齢：59.44歳（2020年[8]、全国の市で5位）
- 高齢化率：50.6%（2020年[8]、全国の市で5位）

## 教育
土佐清水市には「土佐清水市奨学生募集」という奨学金制度がある。なお、奨学金は返還義務がともなう。
閉校の学校については高知県中学校の廃校一覧・高知県小学校の廃校一覧の項目を参照。

### 専修学校
- 土佐清水高等専修学校（休校中）

### 高等学校
県立
- 高知県立清水高等学校

### 中学校
- 土佐清水市立清水中学校

### 小学校
- 土佐清水市立足摺岬小学校
- 土佐清水市立清水小学校
- 土佐清水市立下川口小学校
- 土佐清水市立下ノ加江小学校
- 土佐清水市立三崎小学校
- 土佐清水市立幡陽小学校

### 研究施設
主な研究施設
- 大阪海遊館海洋生物研究所 以布利センター

## 交通

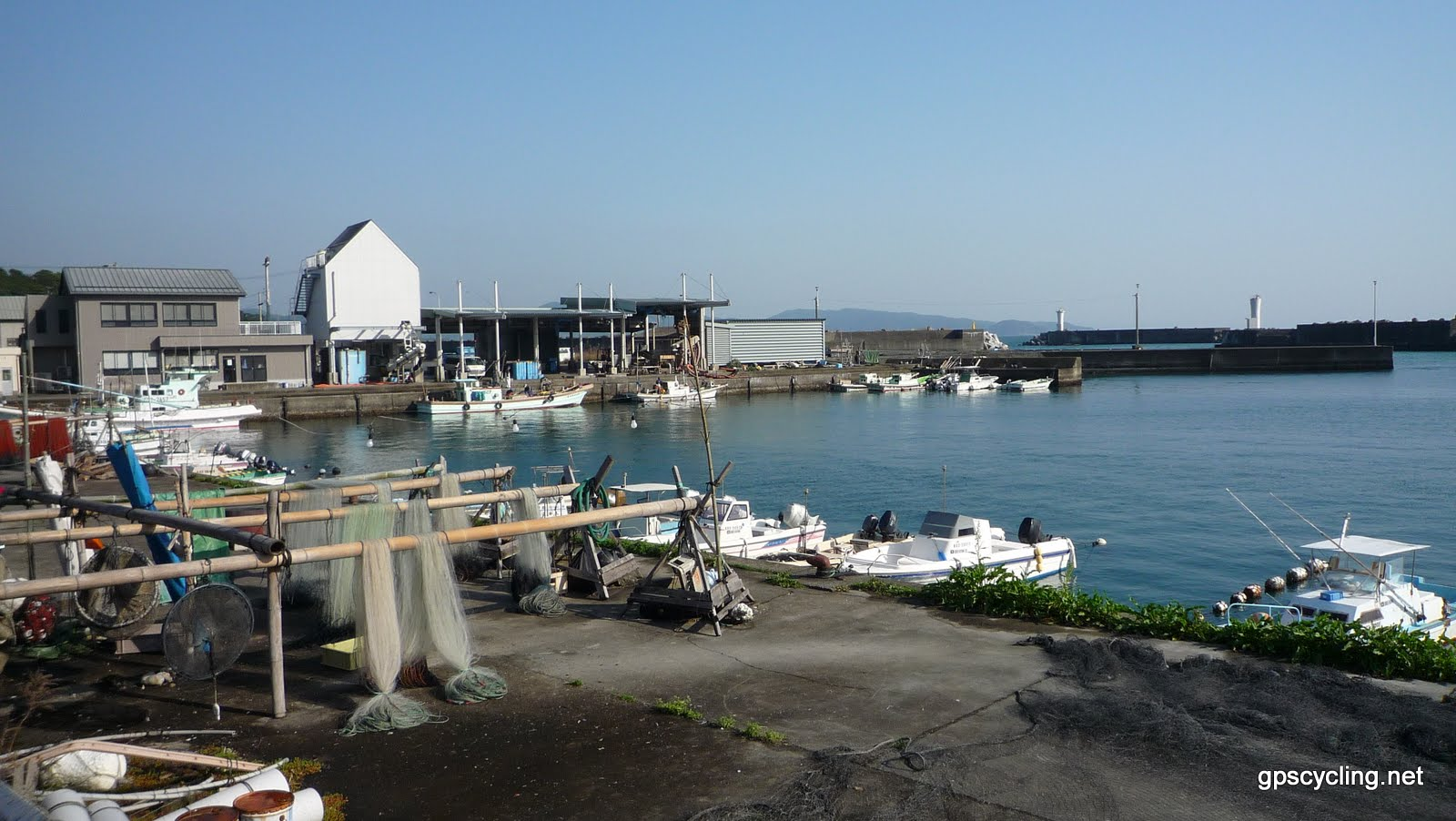
以布利港

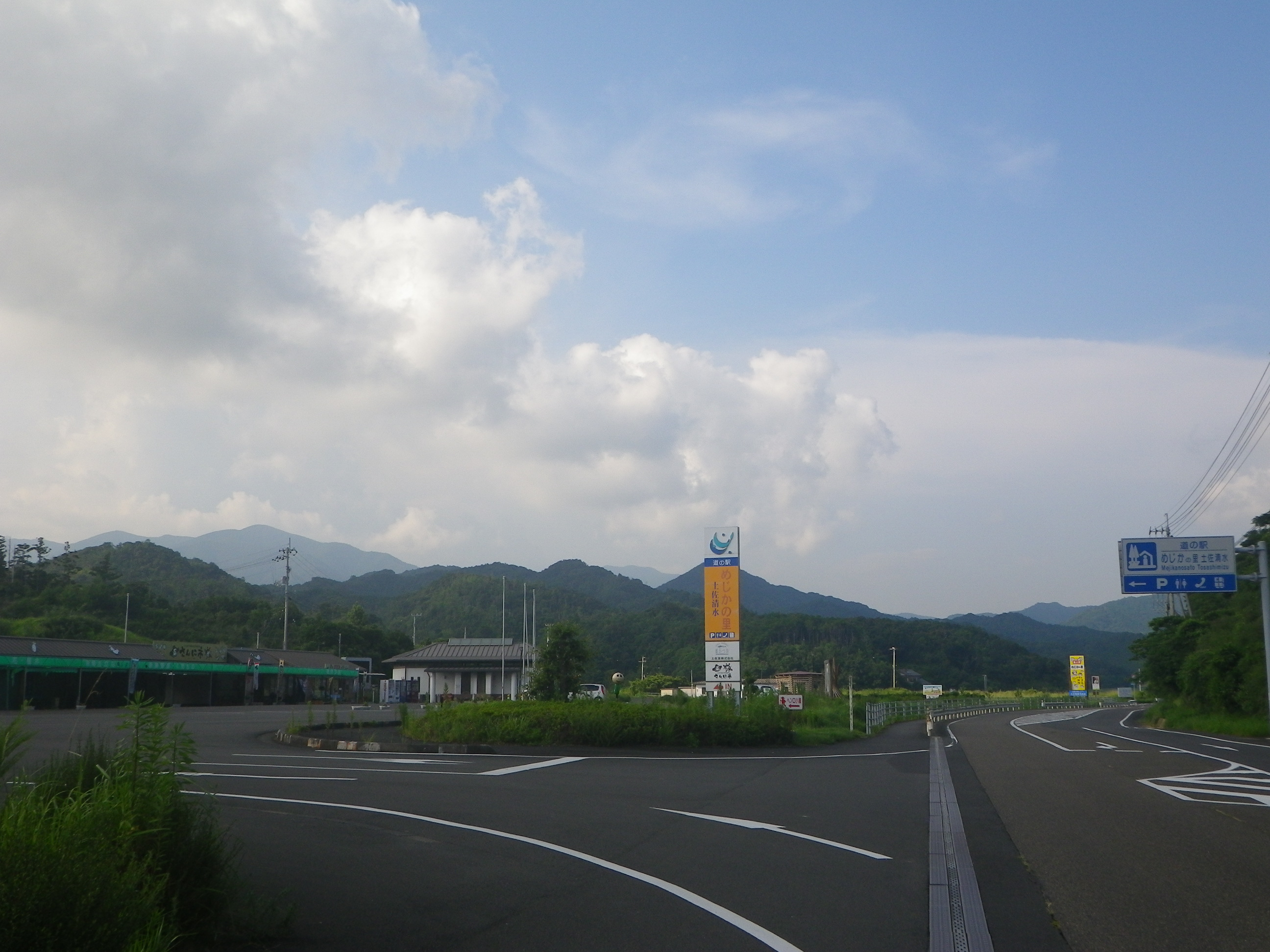
めじかの里土佐清水

### 空港
定期旅客便が就航する最寄りの空港は、高知空港（高知龍馬空港、南国市）である。

### 鉄道
市域に鉄道は敷設されていない。なお、市外の最寄り駅は中村駅である。JTB時刻表には清水プラザパル前バス停が中心駅として記載されている。

### バス
清水プラザパル前（旧清水バスセンター）が市内公共交通の拠点となっている。
- 高知西南交通
  - 宿毛 - ふれあいパーク大月 - 清水プラザパル前
  - 中村 - 清水プラザパル前 - 大浜 - 足摺岬
  - 清水プラザパル前 - 窪津 - 足摺岬
  - 高速バス「しまんとライナー」：高知市 - 土佐清水市

### 道路
一般国道
- 国道321号

道の駅
- めじかの里土佐清水

### 船舶
旅客を扱う定期航路は就航していない。かつては以下の航路などがあった。
- 室戸汽船 → 高知シーライン：（土佐清水（あしずり港） - 甲浦港（高知県東洋町） - 大阪南港（元は東神戸フェリーセンター））

1982年12月に就航。大都市圏への足として活躍したが、1997年、翌年の明石海峡大橋架橋を控え、利用客減少と原油価格高騰を理由に室戸汽船が航路廃止を決定。その後、第三セクターによる高知シーラインとして航路は存続されたが、1999年7月に台風8号の影響で甲浦港にて船舶が港内の防波堤に接触、浅瀬に乗り上げて座礁する。奇跡的に死傷者は出なかったものの、この事故と原油価格高騰が経営悪化に追い討ちをかけ、2001年12月9日をもって航路廃止。
- 大阪高知特急フェリー：（土佐清水（あしずり港） - 高知港 - 大阪南港）

上記、高知シーラインの航路廃止に伴い、航路をそのまま引き継ぐ形で2001年12月10日からあしずり港への寄港を開始。就航当初は1日1便であったが、利用客減少のため土・日運航となる。しかし、利用客減少に歯止めはかからず、さらなる原油価格高騰が追い討ちをかけて2004年4月10日をもって航路休止。その後、同社自体も2005年3月30日に自己破産を申請後、同年6月30日をもって航路廃止となった。

## 観光

### 名所・旧跡
重要文化財（国指定）

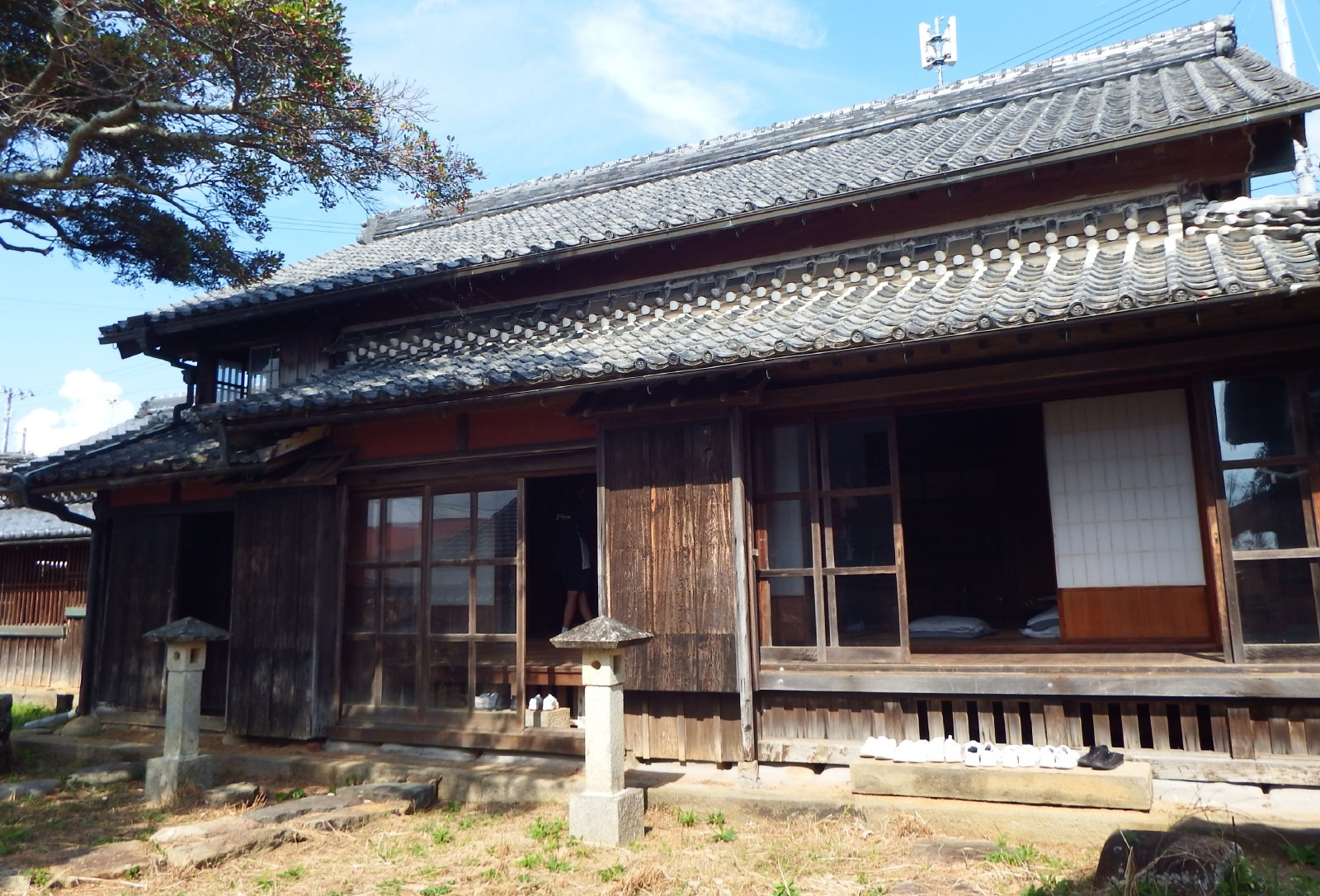
吉福家住宅　主屋

- 吉福家住宅 - 明治34年（1901年）頃建設

天然記念物（国指定）
- 松尾のアコウ自生地 - 樹高22m、樹齢300年以上

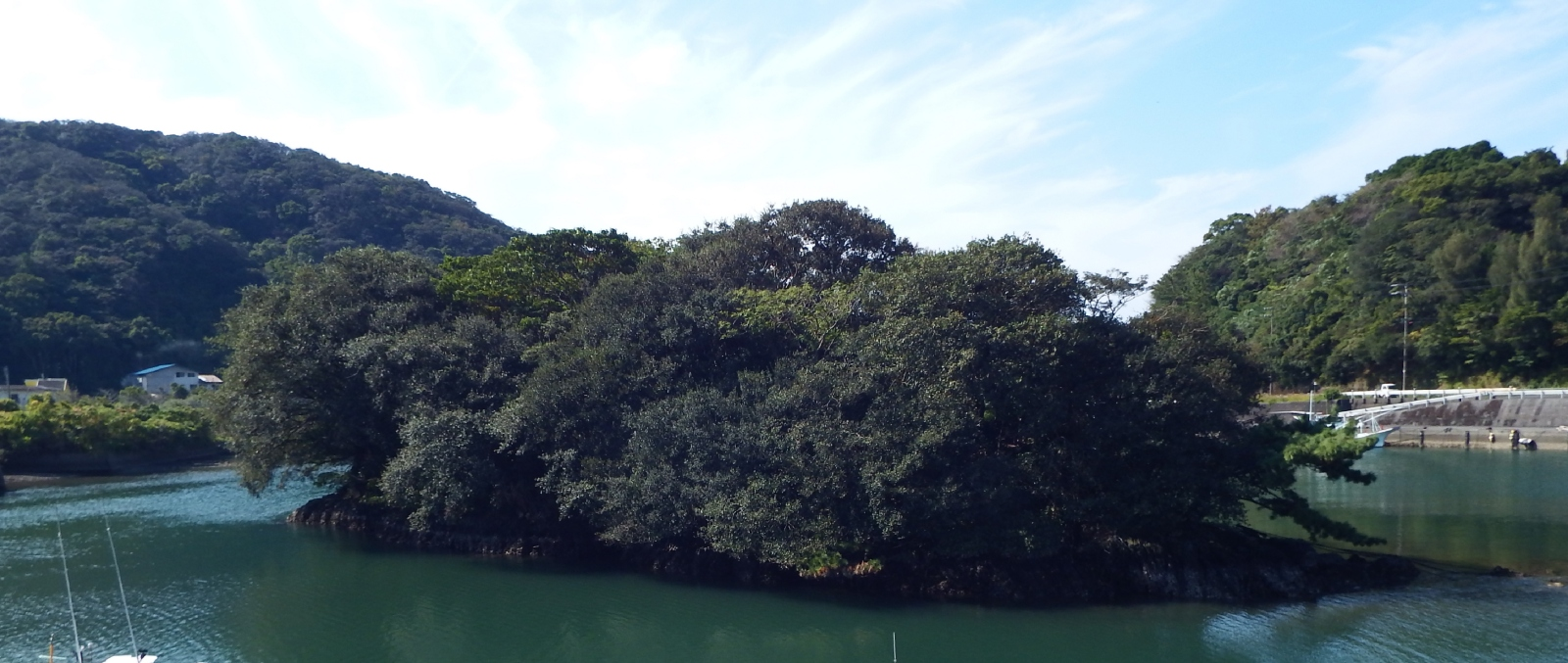
唐舟島

- 唐舟島の隆起海岸 - 土佐清水港内東奥にある無人小島
- 千尋岬の化石漣痕 - 1700から1500万年前頃にできたもの

主な寺院

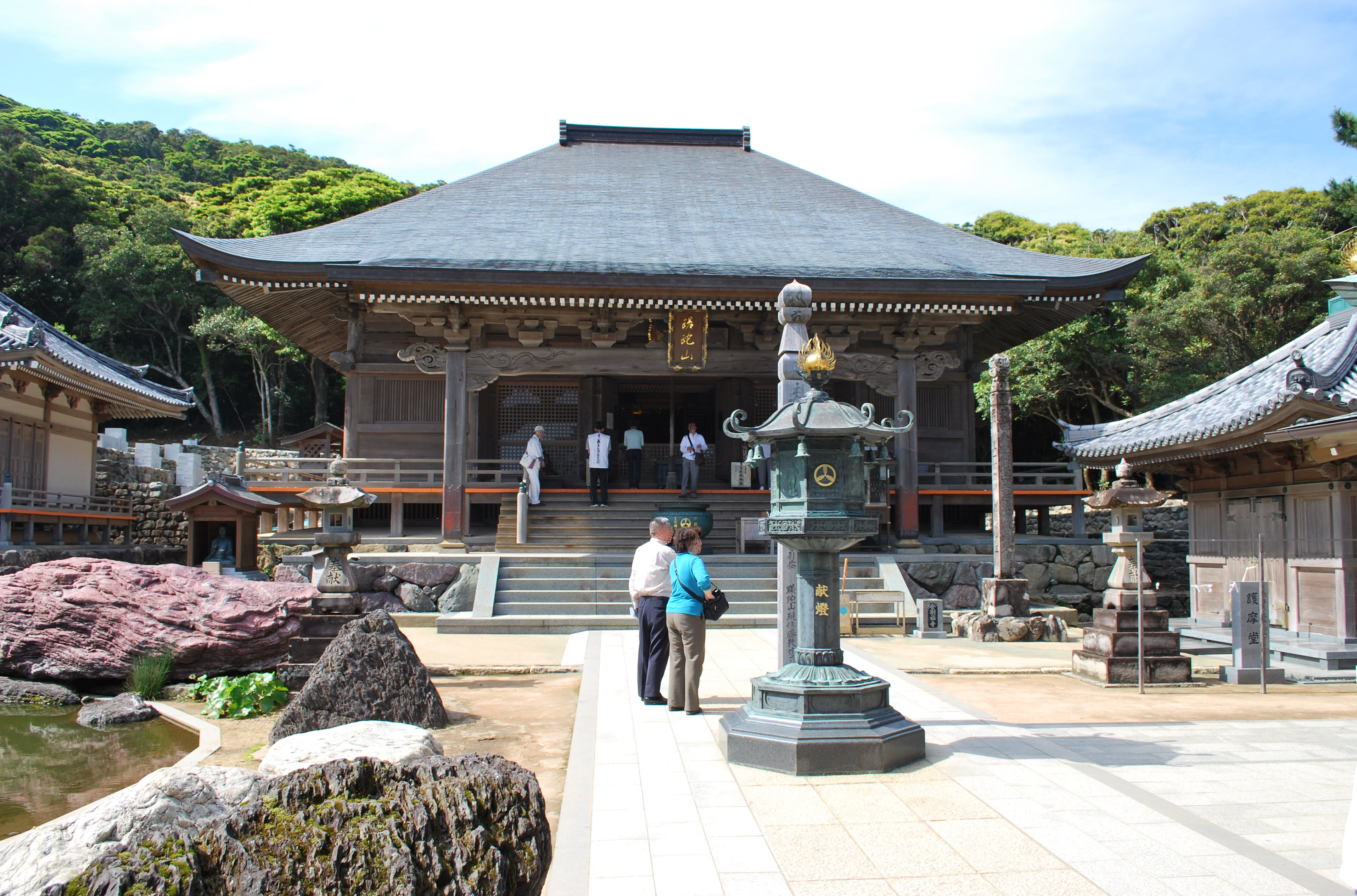
金剛福寺

- 金剛福寺 - 四国八十八箇所第三十八番札所 蹉陀山

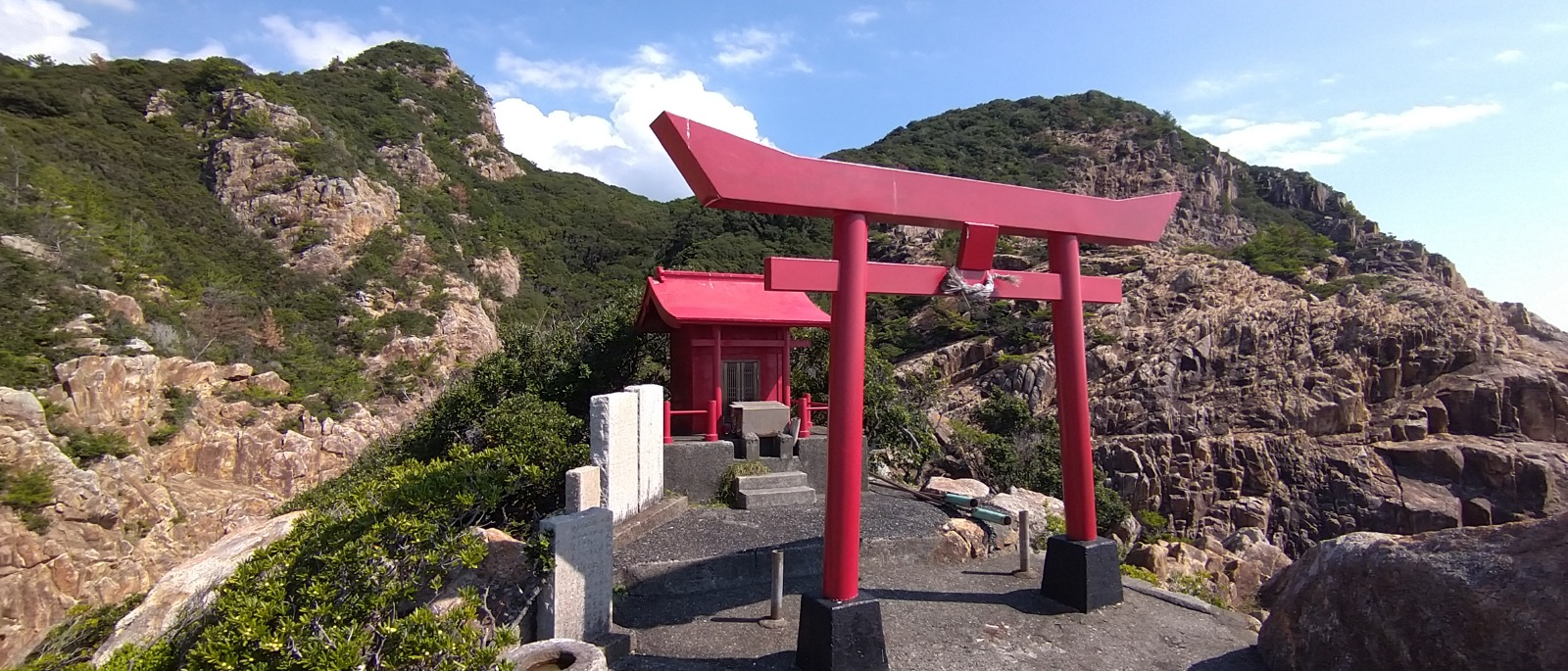
竜宮神社（足摺臼碆）

- 真念庵 - 四国八十八箇所霊場番外札所

主な神社
- 越稲荷神社
- 白山神社

- 竜宮神社（足摺臼碆）

遺跡
- 唐人駄馬巨石群[9][10]

### 観光スポット
自然

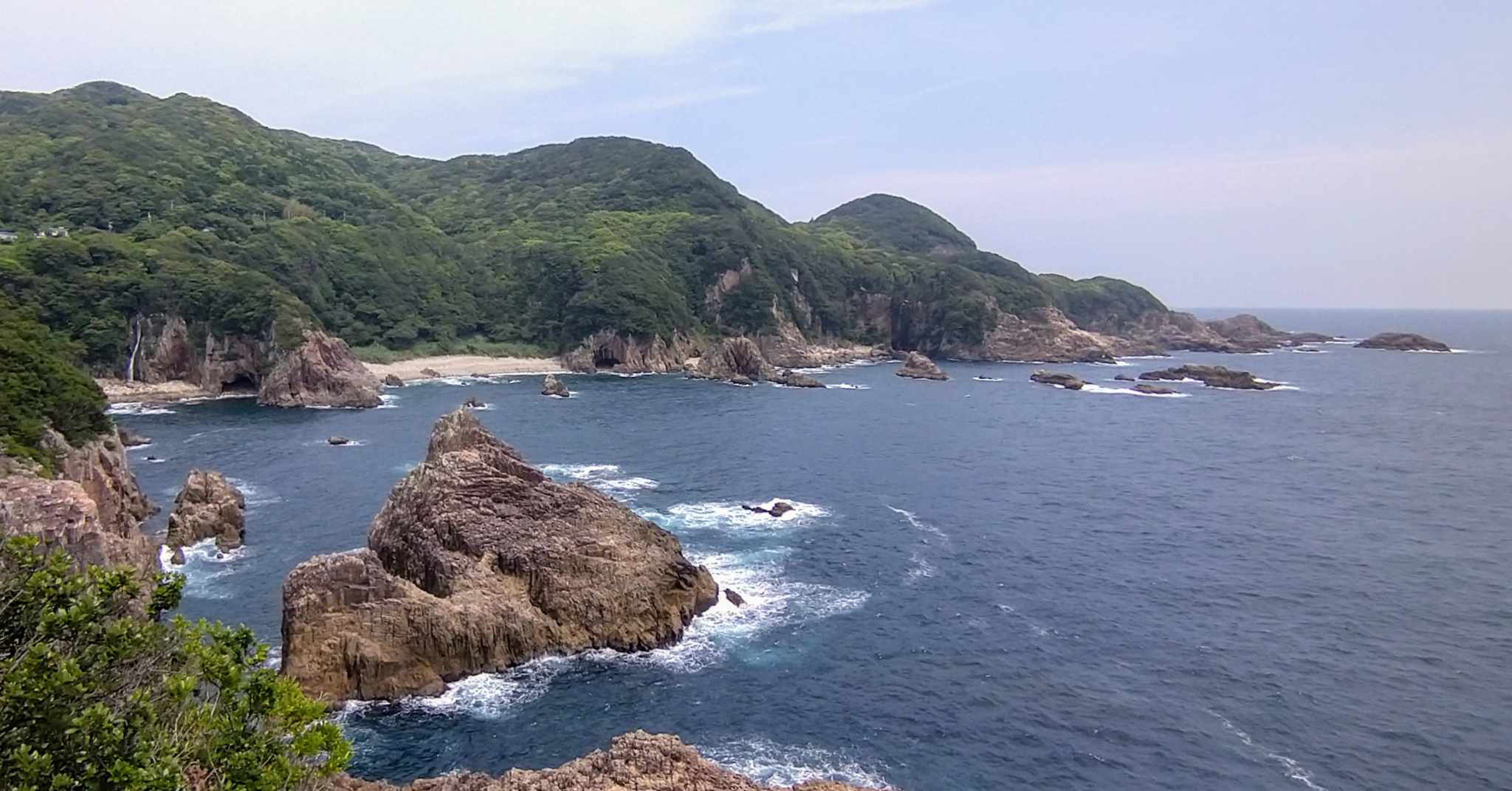
足摺岬スボノくち

- 足摺岬：海上遊覧船クルーズが四国八十八景40番
  - 足摺岬灯台と周辺散策路
  - 白山洞門
  - 足摺温泉郷
  - 足摺岬スボノ口鼻（くち）

- 竜串海岸：竜串、見残し：四国八十八景41番

- 大岐の浜：四国八十八景39番
  - ウミガメ（アカウミガメ）の産卵地[9][3]

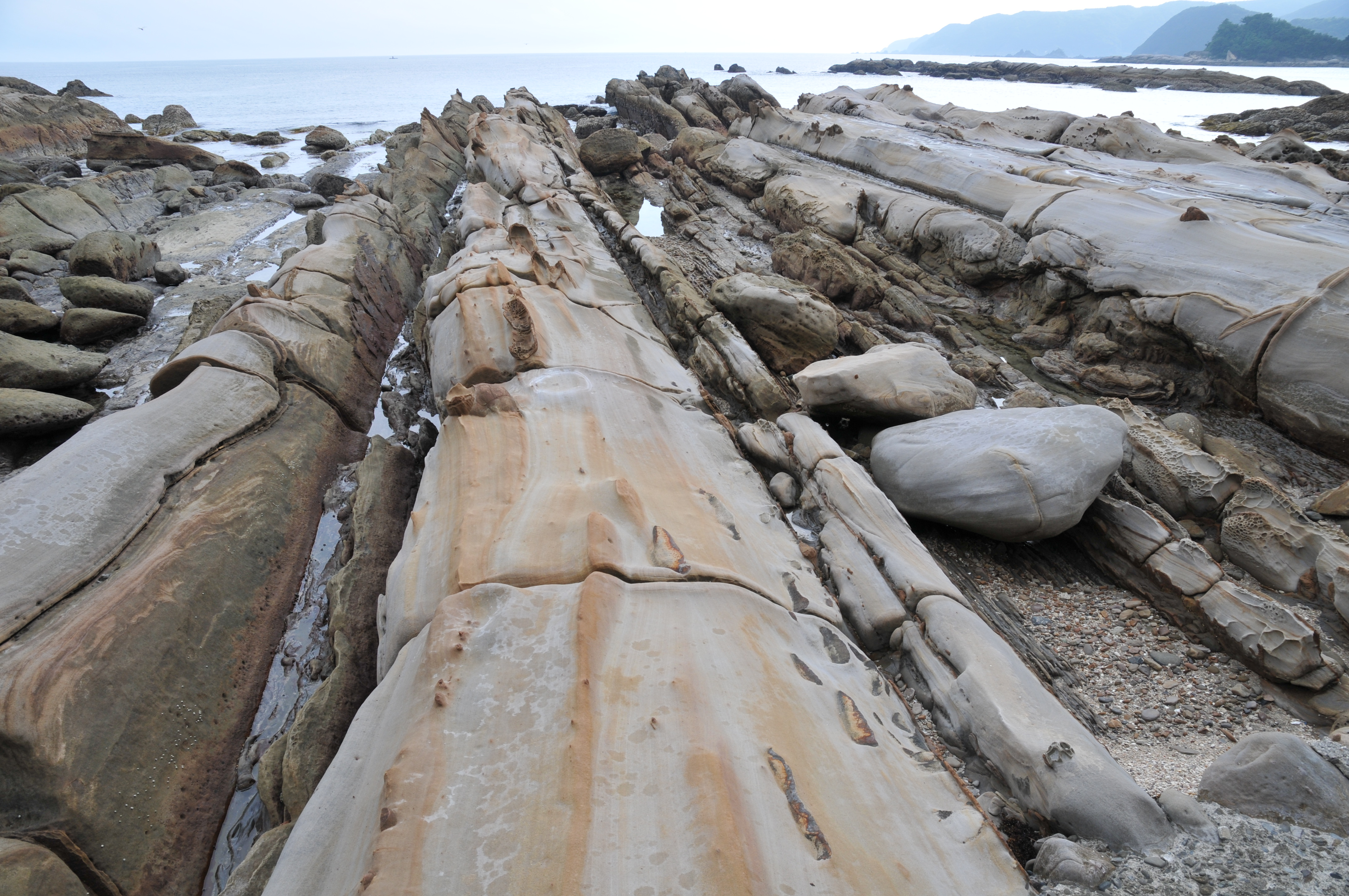
竜串

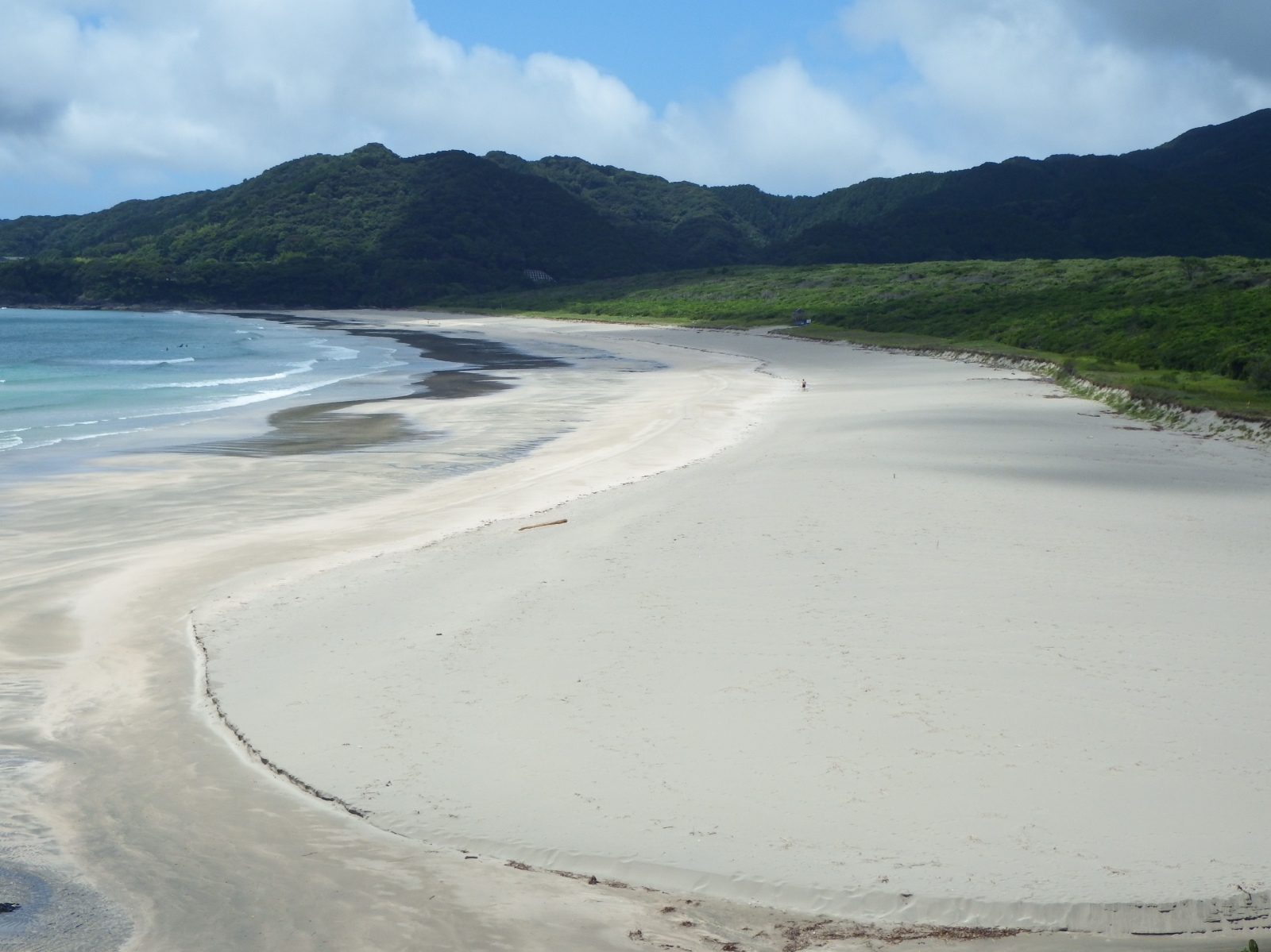
大岐の浜

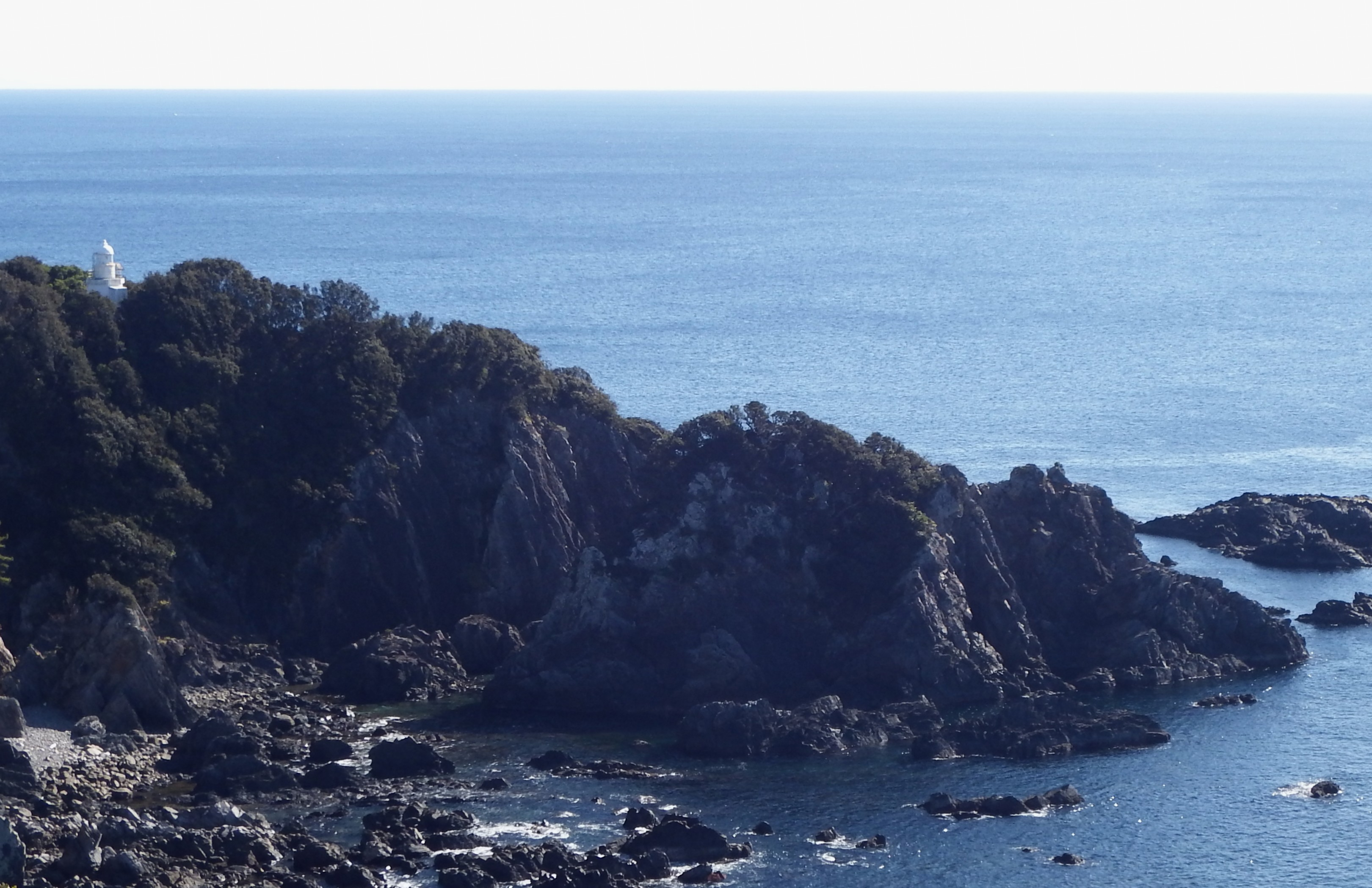
叶崎

- 叶崎（かなえざき）：断崖絶壁に当市で最初にできた白い灯台が立ち紺碧の海と水平線が臨める[9]。

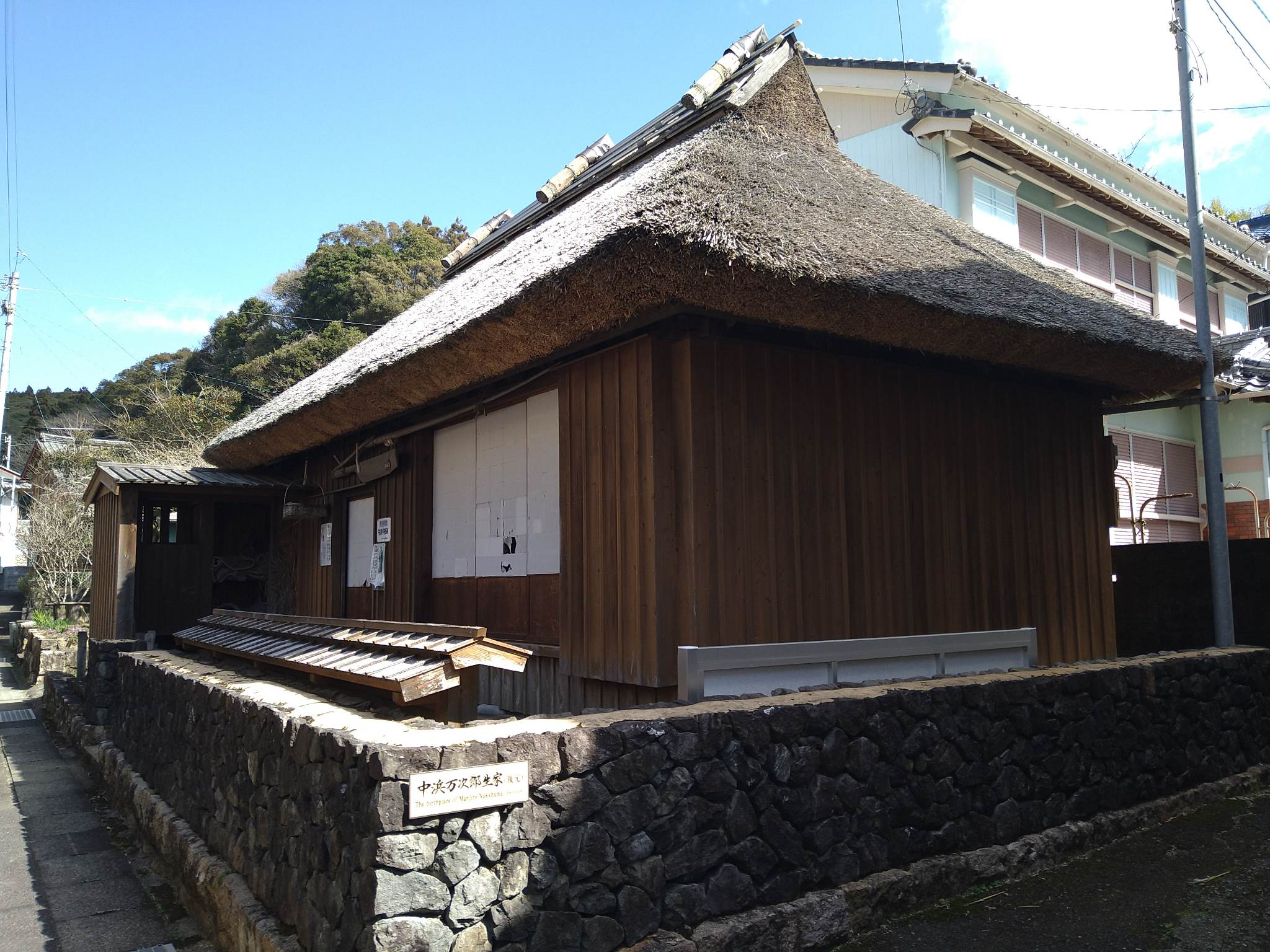
ジョン万次郎の生家

- ホエールウォッチング（下ノ加江・窪津）[9][3]
- ジンベイザメやマンボウとの遊泳[9]

文化施設
- 足摺海底館
- 高知県立足摺海洋館
- 金剛福寺：四国八十八箇所38番札所
- ジョン万次郎資料館

- ジョン万次郎の生家（復元）
- 道の駅めじかの里土佐清水[9]

集落活動センター
- 集楽活動センター下川口家[11]

その他
- ⾜摺⿊潮市場[9]

## 祭事・催事
- あしずり祭り（毎年8月の第2土曜日に開催）
- 産業祭（毎年12月の第1土・日曜日に開催）
- 竜串トロピカル （野外音楽フェス、春、秋 年二回開催）

## 出身著名人
- 福井祐輔（静岡県下田市長）
- 泥谷光信（土佐清水市長）
- 梅本さちお（漫画家）
- 井上智徳（漫画家）
- redjuice（イラストレーター）
- 郷ちぐさ（タレント、元宝塚歌劇団雪組トップスター）

- ジョン万次郎（歴史上の人物）
- 岡幸俊（元プロ野球選手）
- さかいゆう（シンガーソングライター）

海の駅あしずりにある中濱萬次郎少年と仲間達の群像

- 上田庄三郎（教育者、教育評論家、上田耕一郎と不破哲三の父）

## 土佐清水市を舞台にした作品
小説
- 足摺岬（1949年・田宮虎彦）
- 赤い椿の花（1960年・田宮虎彦）

映画
- 足摺岬（1954年・吉村公三郎監督）…田宮虎彦の同名の小説の映画化
- 雲がちぎれる時（1961年・五所平之助監督）…田宮虎彦の小説「赤い椿の花」の映画化

テレビドラマ
- 歌姫（2007年、TBS）